# 劉湧 (萬曆進士)
劉湧（1557年—？），字子泉，號汝川，河南汝寧府商城县人。明朝政治人物、進士出身。

## 生平
嘉靖丁巳八月二十日生。嗜古力学，登萬曆十年（1582年）壬午科河南乡试舉人，十四年丙戌科贡士，未殿试，十七年（1589年）成己丑科三甲26名進士，都察院觀政，六月初授直隸河間府推官，丁憂歸。二十一年改江西瑞州府推官，约己守法，与民相安，所至虽无赫赫名，而去后常令人思。二十五年升南京兵部主事，二十六年升员外郎，二十七年升南禮部郎中，三十一年官至陕西巩昌府知府，三十四年八月升四川副使，三十八年升廣西參政，四十一年考察降调，遂休致歸里，敝庐布袍，若未尝贵显者。

## 家族
曾祖劉璿，平凉府教授。祖父劉麒，廪生。父劉希尹，生员。